# Überstieg
Als Übersteigen wird im öffentlichen Personenverkehr das Wechseln zwischen Transportmitteln unterschiedlicher Verkehrsunternehmen bzw. unterschiedlicher Verkehrsverbünde verstanden.
Dieses ist vom Umsteigen zu unterscheiden, bei dem zwar ein Wechsel des Transportmittels stattfindet, mit dem aber kein Wechsel des Verkehrsunternehmens bzw. Verkehrsverbunds verbunden sein muss.
Beim Überstieg kann es zu Tarifproblemen mit der Zulässigkeit von ein- und ausbrechendem Verkehr kommen – in manchen Verkehrsverbünden ist ein- und ausbrechender Verkehr erlaubt, in anderen nicht. 